# Murina peninsularis
Murina peninsularis (Hill, 1964) è un pipistrello della famiglia dei Vespertilionidi diffuso nell'Ecozona orientale.

## Descrizione

### Dimensioni
Pipistrello di piccole dimensioni, con la lunghezza della testa e del corpo tra 39,9 e 55,1 mm, la lunghezza dell'avambraccio tra 33,8 e 39,4 mm, la lunghezza della coda tra 32,4 e 46 mm, la lunghezza del piede tra 5,6 e 10 mm, la lunghezza delle orecchie tra 11,9 e 18,8 mm e un peso fino a 11,9 g.

### Aspetto
Le parti dorsali variano dal bruno-ramato al bruno-arancione con la base dei peli giallo-brunastra, mentre le parti ventrali sono bianche o bruno-grigiastre con la base giallo-brunastra chiara e con dei riflessi arancioni vicino al mento e lungo i fianchi. Il muso è stretto, allungato, con le narici protuberanti e tubulari. Gli occhi sono molto piccoli. Le orecchie sono arrotondate, curvate anteriormente e senza incavi sul bordo posteriore. Le membrane alari sono marroni scure. e attaccate posteriormente alla base dell'artiglio dell'alluce. La punta della lunga coda si estende leggermente oltre l'ampio uropatagio. 

### Ecolocazione
Emette ultrasuoni ad alto ciclo di lavoro sotto forma di impulsi di breve durata a frequenza modulata iniziale di 139–182 kHz, finale di 40–64 kHz e massima energia a 79-142,6 kHz.

## Biologia

### Alimentazione
Si nutre di insetti.

### Riproduzione
Femmine gravide sono state catturate tra febbraio ed aprile, mentre altre che allattavano sono state catturate tra aprile e luglio.

## Distribuzione e habitat
Questa specie è diffusa nella Thailandia peninsulare, Penisola malese, Sumatra meridionale, Giava, Borneo e Lombok.
Vive nelle foreste sempreverdi primarie e secondarie.

## Tassonomia
Inizialmente descritta come sottospecie di M.cyclotis, è stata recentemente elevata al rango di specie distinta.

## Conservazione
Questa specie, essendo stata scoperta solo recentemente, non è stata sottoposta ancora a nessun criterio di conservazione.